# Sascha Jusufi
Sascha Jusufi (* 20. Januar 1963 in Belgrad) ist ein ehemaliger deutscher Fußballspieler. Der Sohn von Fahrudin Jusufi absolvierte in der Fußball-Bundesliga von 1983 bis 1991 für die Vereine Bayer 05 Uerdingen, 1. FC Saarbrücken und Hamburger SV 167 Bundesligaspiele und erzielte dabei 19 Tore.

## Laufbahn
Mit den A-Junioren des FC Schalke 04 stand der technisch herausragende Spieler in den Jahren 1980 und 1981 zwei Mal in den Finals um die deutsche Fußballmeisterschaft der A-Junioren. Beide Endspiele wurden verloren und Jusufi schloss sich zur Runde 1981/82 Bayer Uerdingen in der 2. Fußball-Bundesliga an. Unter Trainer Werner Biskup debütierte das Talent bereits am dritten Rundenspieltag, beim Auswärtsspiel gegen SV Waldhof Mannheim, in der 2. Liga. Am Rundenende hatte er 31 Ligaeinsätze vorzuweisen. Bereits in seinem zweiten Jahr im Herrenbereich, 1982/83, schaffte er mit seinen Mannschaftskameraden den Aufstieg mit der Mannschaft aus dem Grotenburg-Stadion in die Bundesliga. In der 2. Bundesliga erreichte er unter dem neuen Trainer Hans-Dieter Tippenhauer den dritten Platz und konnte somit mit seinen Mannschaftskameraden am 15. und 19. Juni 1983 die zwei Relegationsspiele gegen Schalke 04 bestreiten. Das Heimspiel gewann Uerdingen mit 3:1 und in Schalke reichte das 1:1-Remis zum Bundesligaaufstieg. In beiden Spielen trat Jusufi im Mittelfeld an.
Der Start in die Bundesliga glückte am 13. August 1983 mit einem 4:2-Auswärtserfolg beim 1. FC Nürnberg. Timo Konietzka führte als Trainer die Mannschaft um den Leistungsträger Friedhelm Funkel (33-15) auf den zehnten Rang, und Jusufi hatte 25 Ligaspiele absolviert und dabei zwei Tore erzielt. Jusufi nahm aber zur Runde 1984/85 ein Angebot vom 1. FC Saarbrücken in der 2. Bundesliga an und wechselte in das Saarland. Unter dem Trainer Uwe Klimaschefski belegte die Elf aus dem Ludwigsparkstadion den 3. Rang und konnte somit in zwei Relegationsspielen gegen Arminia Bielefeld antreten. Der Neuzugang aus Uerdingen hatte neben den Mitspielern Michael Blättel, Wolfgang Seel und Ernst Traser in der Liga 33 Spiele absolviert und acht Tore erzielt. Das Heimspiel am 13. Juni 1985 gewann Saarbrücken mit 2:0 gegen Bielefeld und im Rückspiel war Jusufi in der 78. Minute für den Ausgleichstreffer zum 1:1 Endstand verantwortlich. Damit hatte er sich zum zweiten Mal in der Relegation durchgesetzt und den Aufstieg in die Bundesliga erreicht. Am ersten Bundesligaspieltag, dem 10. August 1985, erreichte er mit seinen Mannschaftskameraden ein 1:1-Remis im Heimspiel gegen Borussia Dortmund. Am Rundenende hatte er in 30 Spielen fünf Tore erzielt, aber Saarbrücken stieg als 17. der Tabelle in die 2. Bundesliga ab. Jusufi unterschrieb zur Runde 1986/87 beim Hamburger SV einen neuen Vertrag und verblieb somit in der Bundesliga. Zu diesem Zeitpunkt verfügte der in Deutschland aufgewachsene Jusufi über die jugoslawische, aber nicht die deutsche Staatsangehörigkeit. Da der HSV mit Gérard Plessers und Mirosław Okoński bereits über die Höchstanzahl von zwei Ausländern verfügte, beantragte Jusufi beim jugoslawischen Konsulat die Ausbürgerung, um Deutscher zu werden. Die deutsche Staatsbürgerschaft erhielt Jusufi Anfang September 1986.
In der letzten Saison des Trainers Ernst Happel beim HSV, 1986/87, kam Jusufi zu 31 Ligaeinsätzen und erzielte dabei acht Tore. Überraschend erreichten die Hanseaten die Vizemeisterschaft. Jusufi erfuhr aber im Wettbewerb um den DFB-Pokal durch den Endspieltriumph am 20. Juni 1987 in Berlin gegen die Stuttgarter Kickers seinen größten Erfolg. Der HSV setzte sich zwar im Viertelfinale des Pokalwettbewerbs 1987/88 am 9. März 1988 im heimischen Stadion mit 2:1 gegen den FC Bayern München durch, verlor aber im Halbfinale im April mit 0:2 beim VfL Bochum. In der Saison 1989/90 traf Jusufi mit dem Hamburger SV im UEFA-Pokal auf Örgryte Göteborg, Real Saragossa, FC Porto und Juventus Turin. Im Sommer 1990 musste er nach einem Streit mit seinem Trainer Gerd-Volker Schock während einer Türkei-Reise vorzeitig die Heimreise antreten. Im November 1990 sortierte Schock Jusufi aus, kam nach einem Eingriffen von Vereinspräsident Jürgen Hunke aber wieder ins Aufgebot. Für den HSV stand er von 1986 bis 1991 in der Bundesliga in 112 Spielen auf dem Platz und erzielte dabei 12 Tore. Dazu kommen noch 14 Spiele (2 Tore) im DFB-Pokal und sieben Einsätze im UEFA-Cup.
Insgesamt wird Sascha Jusufi in der 2. Bundesliga mit 82 Spielen und acht Toren – für Uerdingen und den 1. FC Saarbrücken – und in der 1. Bundesliga mit 167 Spielen und 19 Toren geführt. Im Sommer 1991 wechselte er zum FC Schalke 04, er konnte aber wegen Verletzungsfolgen kein Pflichtspiel mehr für die „Königsblauen“ bestreiten. Nach seiner Fußballkarriere war er im Medienbereich tätig.